# El Viejo Almacén

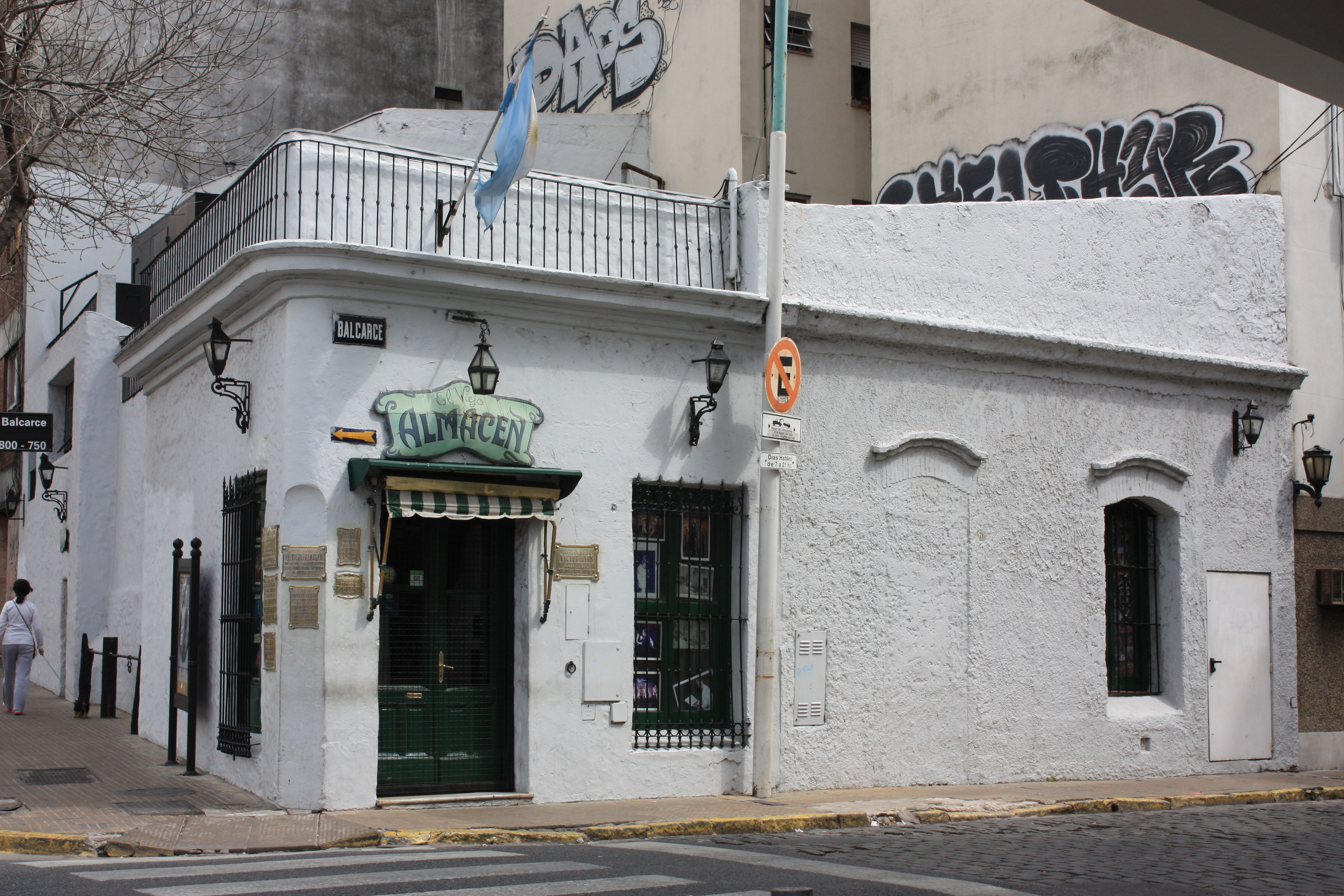
Façade actuelle de El Viejo Almacén

El Viejo Almacén (Le Vieux Magasin en français) est une Tangueria (es) - l'équivalent d'un bal de quartier - où se dansait le tango traditionnel. Ce cabaret-bar-restaurant est situé à San Telmo l'un des plus anciens quartiers de Buenos Aires, à l'angle de la rue Balcarce et de l'avenue Independencia.
L'établissement a été fondé le 9 mai 1969 par le chanteur Edmundo Rivero dans un bâtiment colonial et a été déclaré Site d'Intérêt Culturel par la municipalité de Buenos Aires en 1982.

## Premiers établissements
L'histoire du lieu commence à la fin du XVIIIe siècle, plus précisément en 1769 dans la Vice-royauté du Río de la Plata, c'est alors un entrepôt.
Dans les années 1840, l'édifice est agrandi et devient un hôpital britannique lors de l'intervention franco-britannique en Amérique du Sud. C'est dans cet hôpital que fût utilisé, pour la première fois en Argentine, l'éther dans une opération chirurgicale pratiquée par le Dr Mackena.
Au cours des années 1850 et 1860, ce sont les services de la douane qui occupent le lieu. À cette époque, le carrefour de l'Arce (aujourd'hui Independencia) et de la Concepción (Balcarce) n'est pas un lieu de culture et de divertissement car alors que la Guerre de la Triple-Alliance contre le Paraguay (1865-1868) se poursuit, le bâtiment sert à abriter les combattants blessés ou malades.
Vers la fin du XIXe siècle, la ville se développe avec l'arrivée d'immigrants venus du monde entier se mêlant aux criollos (créoles) des banlieues portègnes et de cette union naît le tango.
Au début du XXe siècle, l'établissement acquiert sa physionomie actuelle. C'est un restaurant, tenu par Mme Paula Kravnik d'origine russe, nommé La Volga où se réunissent différents artistes et poètes qui vont y découvrir la musique populaire.

## Le temple du Tango
En 1969, Edmundo Leonel Rivero fait du lieu un « Temple du Tango », ce qu'il est encore aujourd'hui. Le nom choisi El Viejo Almacén se réfère au passé du lieu et au tango Sentimiento gaucho (es), qui mentionne un ancien magasin de l'avenue Paseo Colón où vont ceux qui ont perdu la foi.
Aníbal Troilo, Osvaldo Pugliese, Roberto Goyeneche, Mercedes Sosa, Raffaella Carrà parmi tant d'autres, y furent appréciés et applaudis par d'innombrables personnalités parmi lesquelles le roi Juan Carlos et la reine Sofia d'Espagne, les présidents des différentes nations du monde et de nombreuses autres personnalités qui permirent la renommée internationale de l'ancien entrepôt.
En 1977, la démolition du bâtiment est planifiée. Mais de nombreux opposants, dont l'écrivain Ernesto Sábato, s'élèvent contre cette décision. Bien que ce projet échoue, le bâtiment est tout de même amputé d'une partie de sa superficie lors de l'agrandissement de l'Avenue Independencia.
En 1982, le Conseil municipal de Buenos Aires déclare El Viejo Almacén "d'intérêt culturel", par la promulgation de l'ordonnance No 50399, officialisant ainsi l'importance culturelle de la maison.
En 1993, le cabaret doit fermer ses portes à cause de problèmes financiers, mais au début de 1996 il est rouvert grâce à l'homme d'affaires Luis H. Veiga, qui décide de transformer la tanguería traditionnelle en un complexe gastronomique international avec l'ambition d'être le meilleur spectacle de tango traditionnel à Buenos Aires.

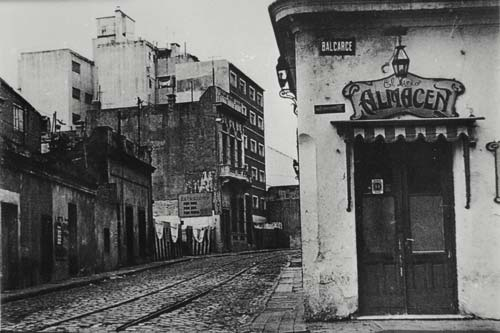
El Viejo Almacén en 1970
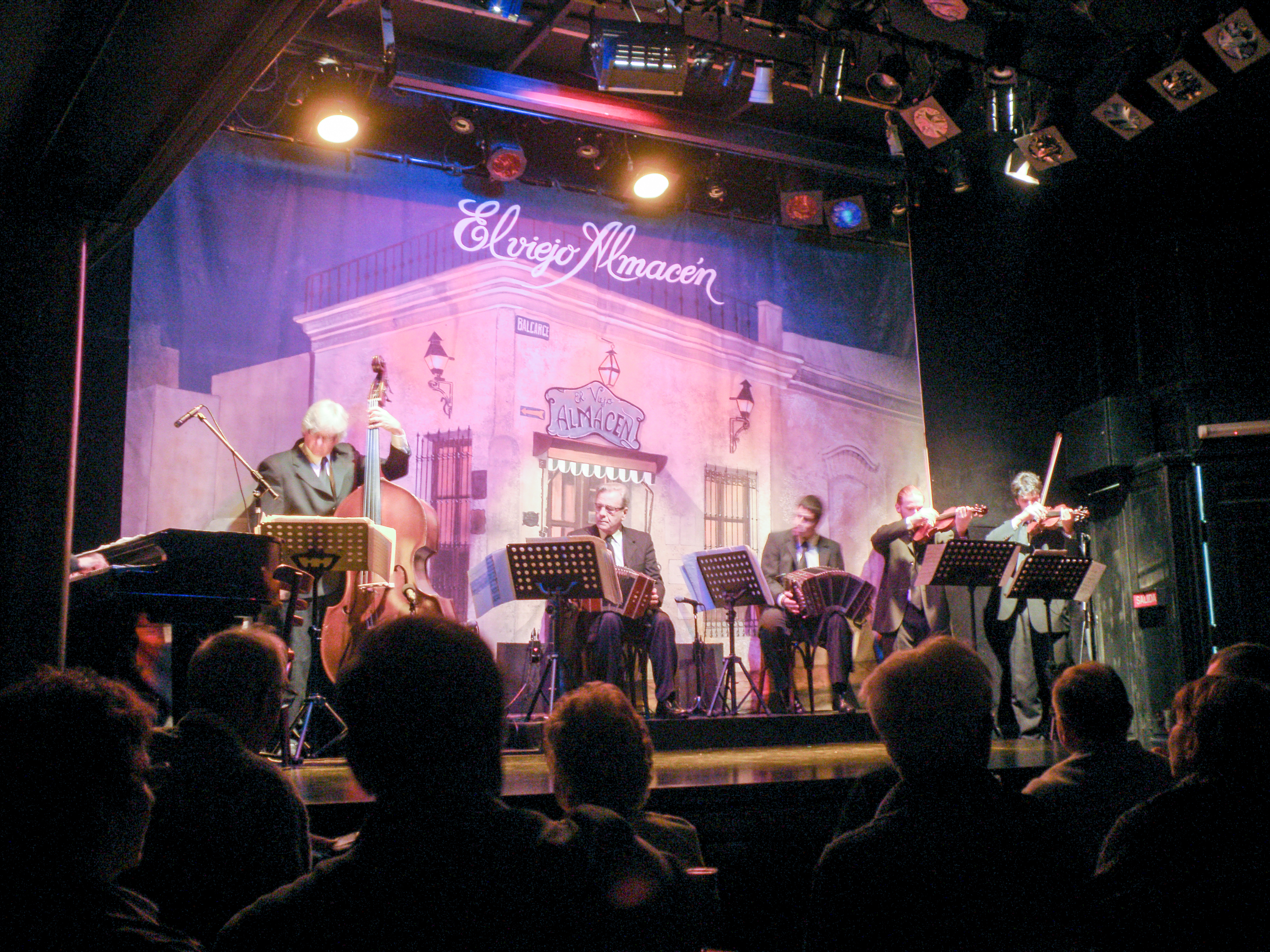
L'orchestre de tango
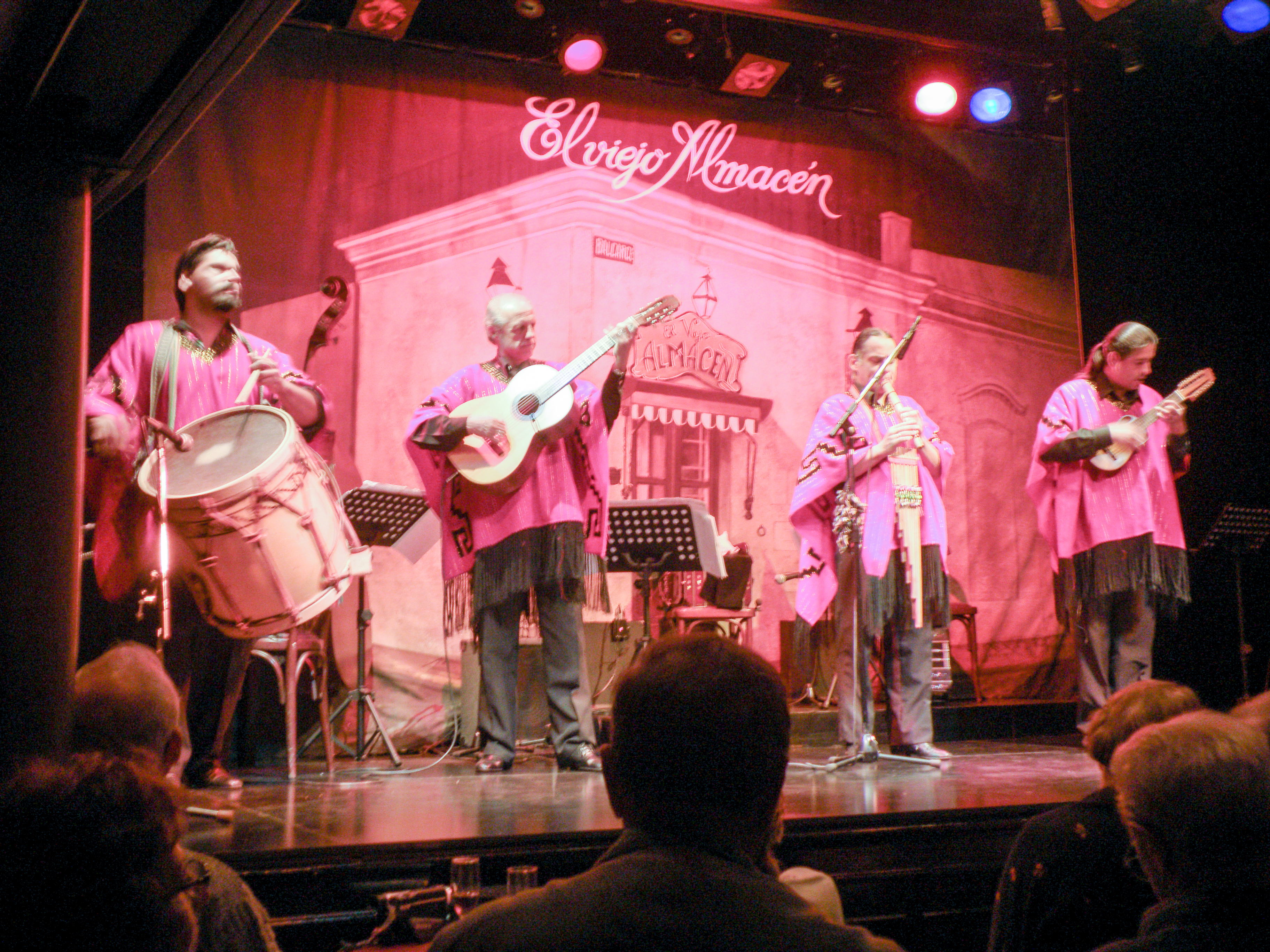
Groupe de musique traditionnelle
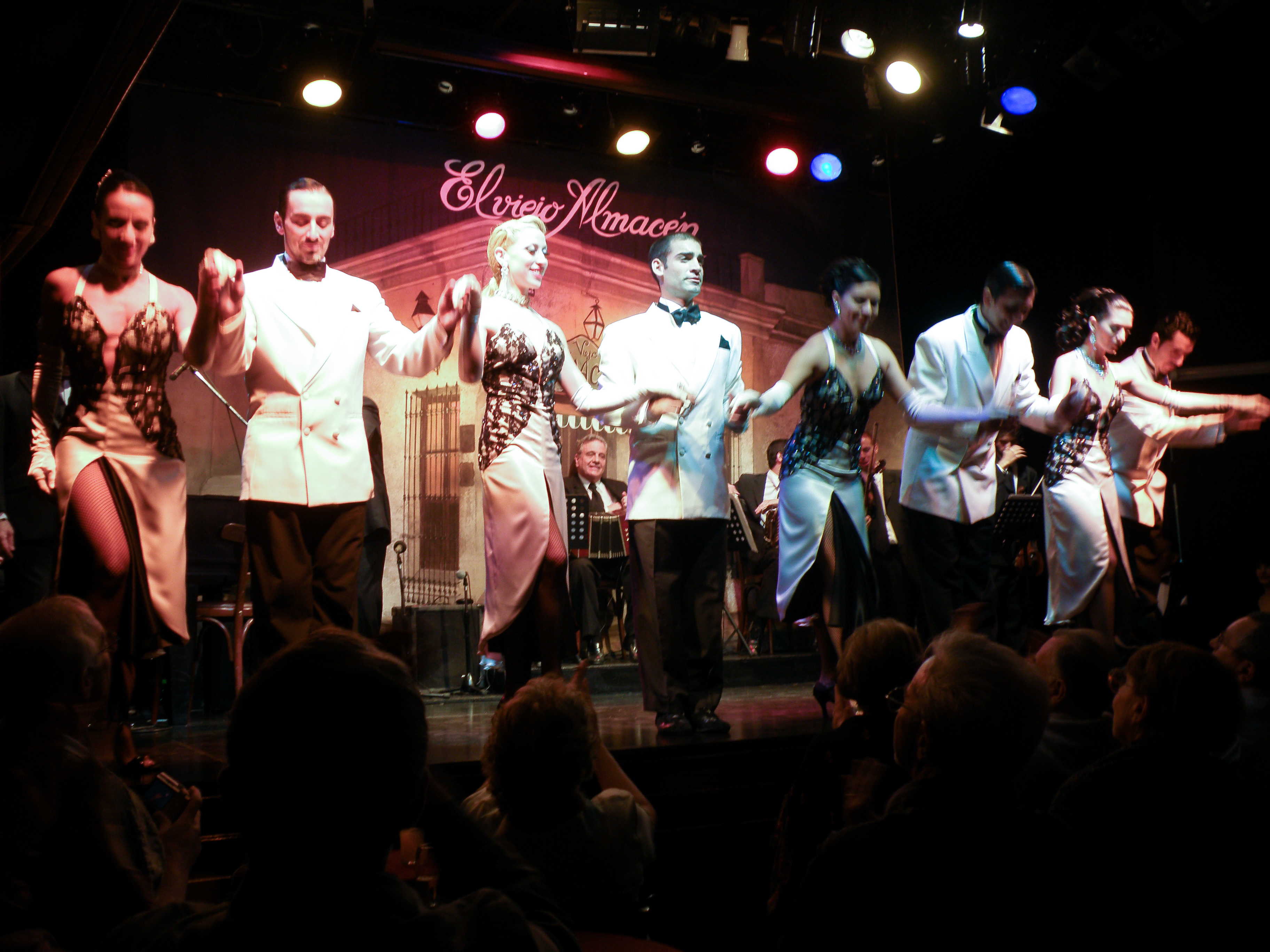
La troupe de danse
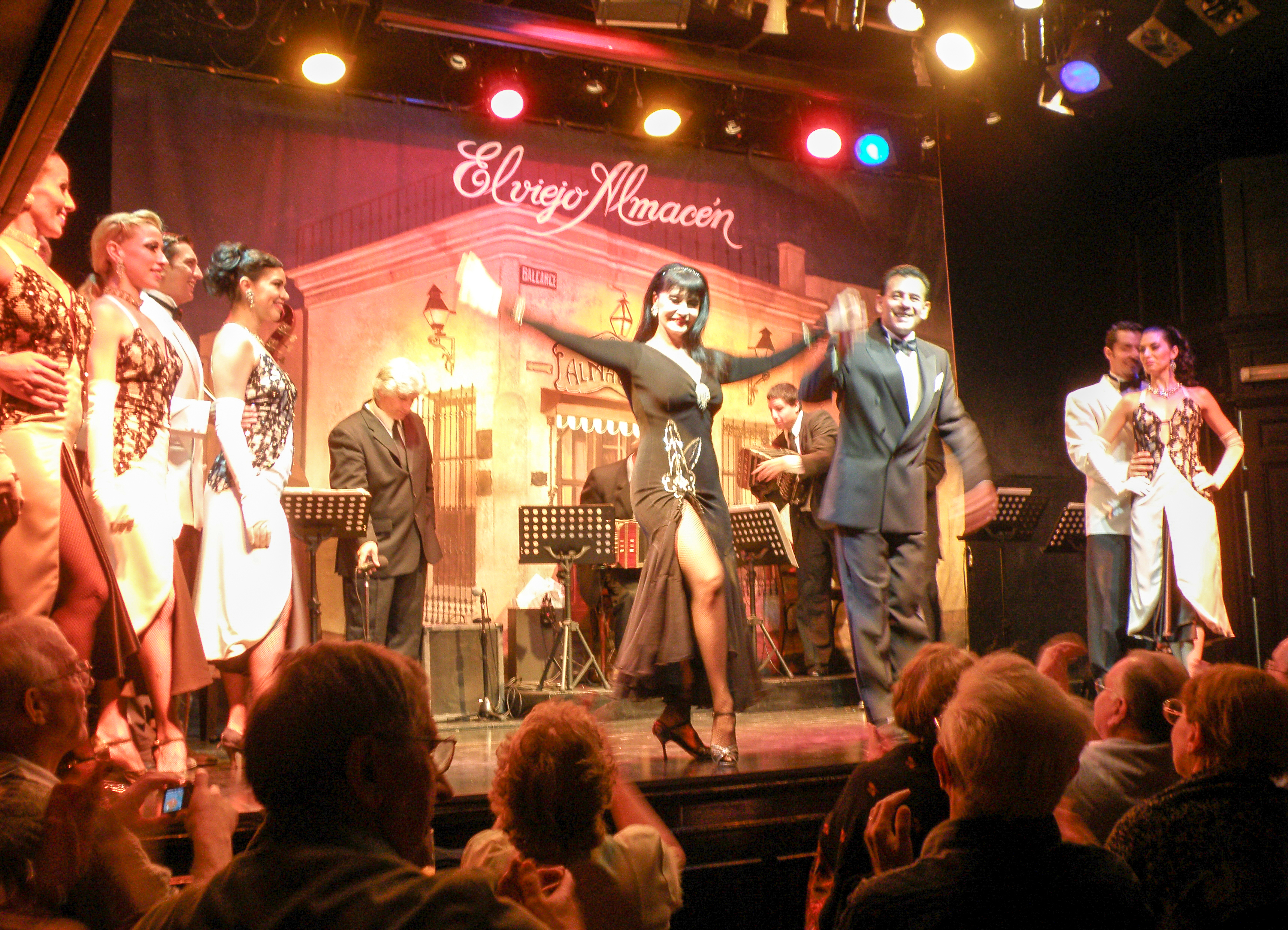
Chanteurs et chanteuses de tango
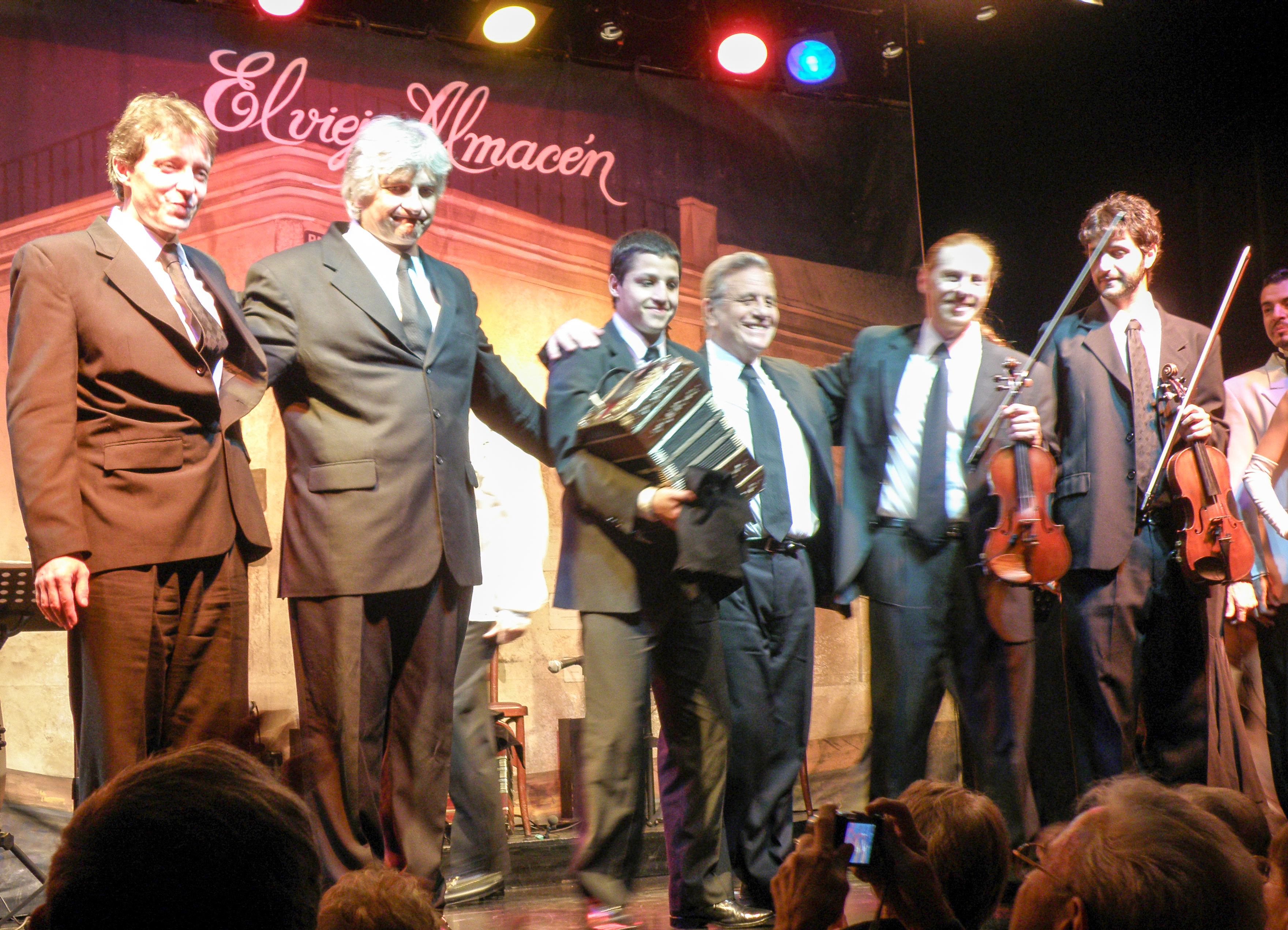
Les musiciens d'El Viejo Almacén